# Scheldeprijs 1985
De 73e editie van de wielerwedstrijd Scheldeprijs werd gereden op 30 juli 1985 over een afstand van 235 kilometer. De zege ging naar Adrie van der Poel. De nummers twee en drie aan de streep, de Belgen Ludwig Wijnants en Marc Sergeant, worden gediskwalificeerd.

## Uitslag
| Scheldeprijs 1985 |                    |                                |            |
| Plaats            | Naam               | Ploeg                          | Tijd       |
| Winnaar           | Adrie van der Poel | Kwantum Hallen-Decosol-Yoko    | 6u 02' 00" |
| 2                 | Ludwig Wijnants    | Tonissteiner-TW Rock-Basf-Humo | + 3"       |
| 3                 | Marc Sergeant      | Lotto-Eddy Merckx              | + 35"      |
| 4                 | Jef Lieckens       | Lotto-Eddy Merckx              | + 55"      |
| 5                 | William Tackaert   | Fangio-Ecoturbo                | z.t.       |
| 6                 | Werner Devos       | Safir-Van De Ven               | z.t.       |
| 7                 | Eddy Planckaert    | Panasonic                      | z.t.       |
| 8                 | Leo van Vliet      | Kwantum Hallen-Decosol-Yoko    | z.t.       |
| 9                 | Francis Vermaelen  | TeVe Blad-Perlav               | z.t.       |
| 10                | Etienne De Wilde   | Safir-Van De Ven               | z.t.       |